# Пражские дефенестрации

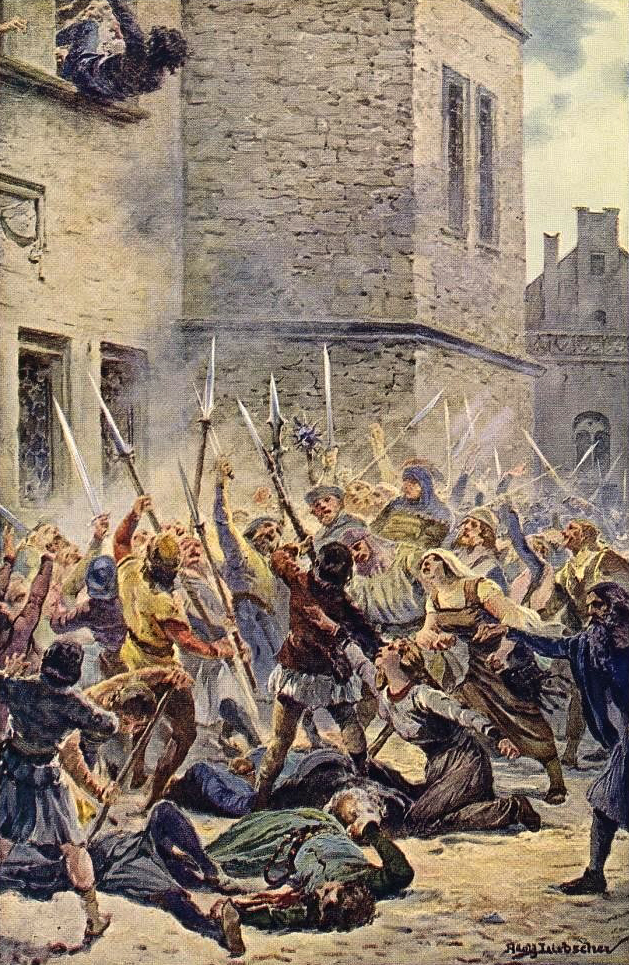
Первая пражская дефенестрация 1419 года. С картины Адольфа Либшера (1857—1919) «Восстание у Новоместской ратуши 30 июля 1419 года»

Дефенестрация (от лат. de в общем случае — извлечение и fenestra окно) — акт выбрасывания кого-либо или чего-либо из окна. Чешский исторический и политический феномен, событие, имевшее далеко идущие последствия. В истории Чехии как минимум три события известны как Пражская дефенестрация: они произошли в 1419, 1483 и 1618 годах. Первое и третье послужили толчком к продолжительным конфликтам в Чехии и соседних странах. Как минимум ещё одно событие в чешской истории может рассматриваться как «дефенестрация».

## 1419: Гуситские войны
Первая пражская дефенестрация — эпизод религиозной борьбы, убийство членов городского совета толпой радикальных гуситов 30 июля 1419 года.
Одним из положений религиозной доктрины гуситов было проведение обряда святого Причастия под двумя видами — хлебом и вином, и король Чехии Вацлав IV разрешил его проведение в трёх пражских костёлах. Одним из них стал костёл Девы Марии Снежной, в котором стали собираться гуситы со всей Чехии. Несколько из них участвовали в беспорядках на улицах Праги и были посажены в тюрьму по решению городского совета Нового Города. К ратуше Нового Города на Карлову площадь после утренней мессы 30 июля направились прихожане во главе с гуситским священником Яном Желивским, с требованием освободить арестованных. Когда процессия приблизилась к зданию, в Святые дары, находившиеся в процессии, попал брошенный из окна ратуши камень. Разъярённая этим событием толпа ворвалась в ратушу. Судья, бургомистр, тринадцать других членов городского совета были выброшены в окно. Жертвы разбивались о мостовую, толпа добивала их. Новый городской совет назначил сам Желивский, выбор которого Вацлав IV затем одобрил.
Первая дефенестрация стала поворотной точкой между разговорами и действиями, вылившимися в гуситские войны, которые продолжались до 1436 года.

## 1618: Тридцатилетняя война

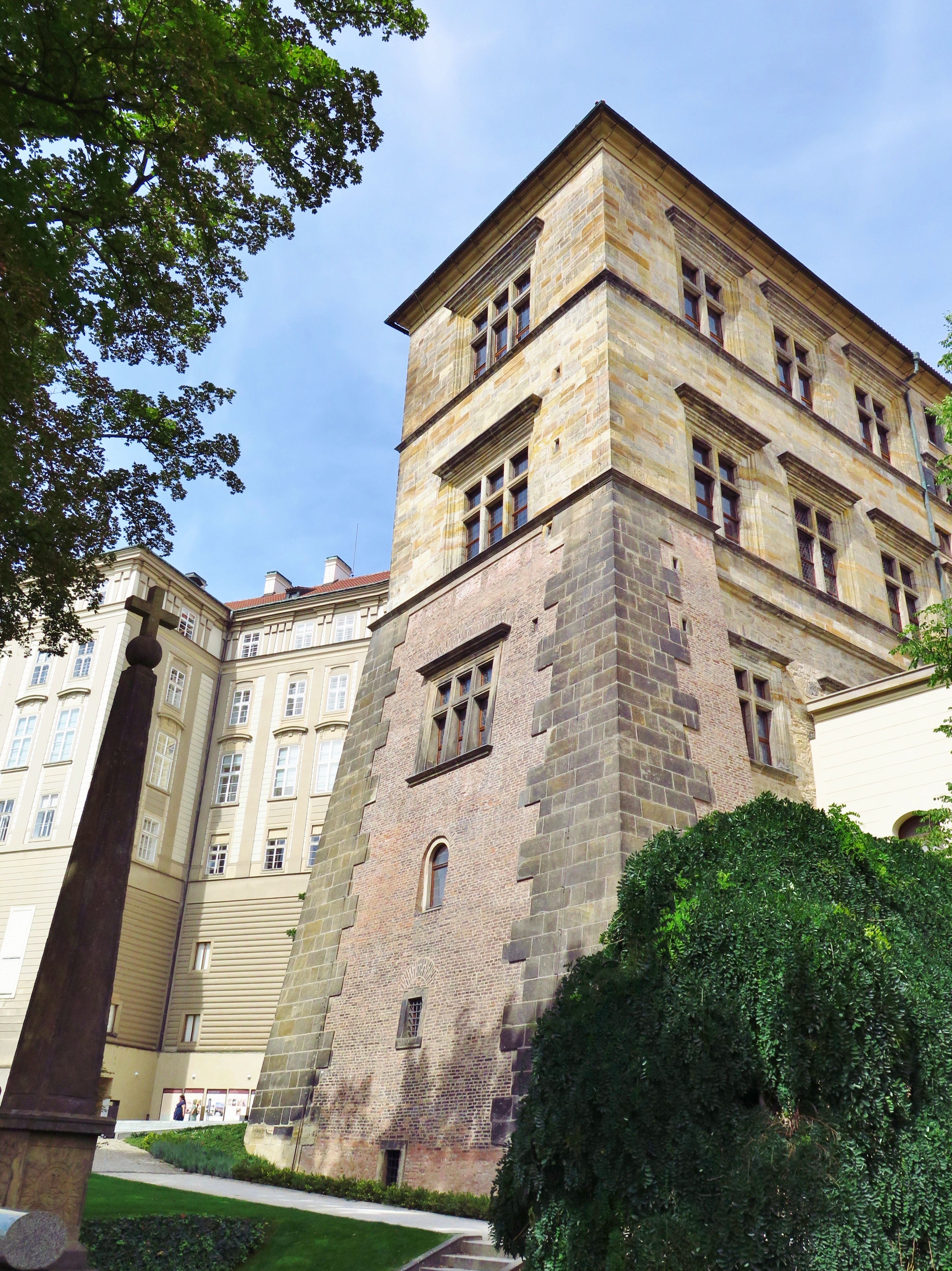
Башня на южной стороне Старого королевского дворца в Пражском Граде, в которой развернулись события второй пражской дефенестрации. То самое окно расположено на правой стороне башни слева в среднем ряду

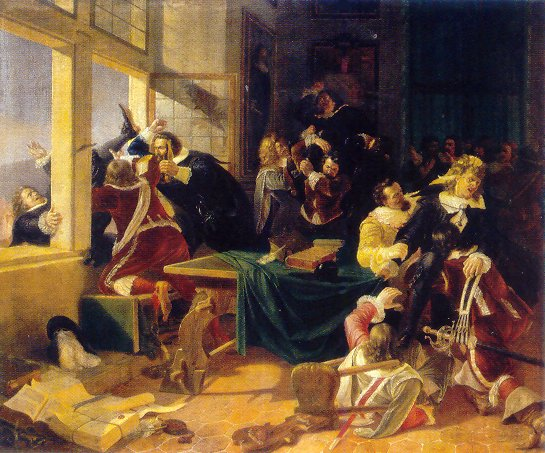
Карл Свобода. Дефенестрация (полотно 1844 года)

Вторая пражская дефенестрация — событие, послужившее началом восстания чешских сословий против власти Габсбургов, с которого в 1618 году началась Тридцатилетняя война. Чешская аристократия противилась становлению Фердинанда, герцога Штирии и проводника Контрреформации, королём Чехии. В Праге 23 мая 1618 года протестантские дворяне во главе с Вилемом из Лобковиц и графом Йиндржихом Турном выбросили имперских наместников Вилема Славату и Ярослава Боржиту из Мартиниц и их писца Филиппа Фабрициуса в ров из высокого крепостного окна в Пражском граде. 
Католическая церковь объяснила их чудесное спасение помощью ангелов в правом деле, а протестанты — находившейся под окнами замка огромной навозной кучей.  
Секретарь Фабрициус, отделавшись испугом, помог потерпевшим Славате и Ярославу, затем прополз к реке Влтаве по рву замка и перебежал в Старе-Место, а оттуда — к себе в дом. Подозревая, что его жизни может угрожать опасность, он бежал из Праги и 16 июня добрался до Вены, где был принят Фердинандом и первый сообщил ему о происшествии как очевидец. За свои заслуги Фабрициус был возведён в дворянское звание с добавкой к фамилии «von Hohenfall» (высокое падение).

## Последующие события
В истории Праги происходили и другие дефенестрации. Так, 24 сентября 1483 года во время кровавой городской междоусобицы из окон были выброшены бургомистр Старого Города и тела семерых убитых членов городского совета Нового Города.
10 марта 1948 года Ян Масарик, министр иностранных дел Чехословакии, единственный несоциалистический и беспартийный министр в правительстве Клемента Готвальда, был найден мёртвым напротив окна ванной комнаты здания министерства. Согласно расследованию пражской полиции, проведённому в 2001—2003 годах, он был выброшен из окна неустановленными лицами. Это событие в зарубежной публицистике иногда называется третьей пражской дефенестрацией.